# 1994 Shane
1994 Shane este un asteroid din centura principală, descoperit pe 4 octombrie 1961.